# Удружени синдикати Србије „Слога”
Удружени синдикати Србије „Слога” је синдикатска политичка организација на левом политичком спектру у Србији. Основана је 2008. године, а предводи је Жељко Веселиновић.

## Историја
Удружене синдикате Србије „Слога” основао је Жељко Веселиновић 2008. године. Редовно су организовали шетње поводом Међународног празника рада. УСС Слога је касније организовала медијске кампање о радничким условима, а критиковала је и економски модел који води Александар Вучић. Учествовала је као политичка организација на парламентарним изборима 2014. као део коалиционе листе Демократске странке (ДС). Веселиновић је потом постао и народни посланик Скупштине Србије.
Према подацима УСС Слога, 2017. године имали су 100.000 чланова. Њеним члановима је 2018. претио председник општине Уб Дарко Глишић. Поново је добила мандат у Народној скупштини после општих избора 2022. године.

## Идеологија
Описан је као левичарски синдикат. УСС Слога себе дефинише као „самосталну демократску синдикалну организацију запослених којој се придружују ради заступања и заштите својих професионалних, радних, економских, социјалних, културних и других индивидуалних и колективних интереса”. Веселиновић је члан Синдикалне мреже Партије европске левице и Европског социјалног форума. УСС Слога је члан Светске федерације синдиката. Противи се неолиберализму. Подржава промену Закона о раду.
УСС Слога је такође критиковала приступ других синдиката у Србији. Они су 2017. године тврдили да повећање минималне плате за 15% не би било довољно да покрије трошкове минималне потрошачке корпе. У августу 2022. године предложили су повећање минималне зараде, плата и пензија.
Синдикат је био део неколико опозиционих коалиција, укључујући Савез за Србију, Удружену опозицију Србије и Уједињени за победу Србије.

## Резултати на изборима
| Година | Вођа              | Гласови          | % од важећих     | # мандата | Промена | Коалиција | Влада            |
| ------ | ----------------- | ---------------- | ---------------- | --------- | ------- | --------- | ---------------- |
| 2014.  | Жељко Веселиновић | 216.634          | 6,23%            | 1 / 250   | нова    | ЗДС       | опозиција        |
| 2016.  | Жељко Веселиновић | није учествовала | није учествовала | 0 / 250   | 1       |           | ванпарламентарна |
| 2020.  | Жељко Веселиновић | бојкот избора    | бојкот избора    | 0 / 250   | 0       | СЗС       | ванпарламентарна |
| 2022.  | Жељко Веселиновић | 520.469          | 14,09%           | 1 / 250   | 1       | УЗПС      | опозиција        |
| 2023.  | Жељко Веселиновић | 920.450          | 24,32%           | 1 / 250   | 0       | СПН       | опозиција        |

| Година | Вођа              | Гласови | % од важећих | Мандати | Промена | Коалиција | Статус |
| ------ | ----------------- | ------- | ------------ | ------- | ------- | --------- | ------ |
| 2020   | Жељко Веселиновић | 133.261 | 32,55%       | 0 / 81  | 1       | ЗБЦГ      |        |